# Wolfgang Müller (Politiker)
Wolfgang Müller (* 18. Januar 1936 in Weilburg; † 6. September 2024) war ein deutscher Politiker (SPD) und Abgeordneter des Hessischen Landtags.

## Ausbildung und Beruf
Wolfgang Müller machte nach der Volksschule eine Schriftsetzerlehre und legte im Jahr 1954 die Gehilfenprüfung ab. Ab 1956 arbeitete er als Textmetteur in einem Zeitungsverlag in Wetzlar, ab 1971 war er als Umbruch-Redakteur tätig. Im Jahr 1951 trat er in die IG Druck und Papier ein und war ab 1959 Betriebsratsmitglied und ab 1968 Vorsitzender des Betriebsrats.
Wolfgang Müller war verheiratet und hatte eine Tochter.

## Politik
Wolfgang Müller war seit 1972 Mitglied der SPD und in seiner Partei ab 1975 Ortsvereinsvorsitzender in Solms. Dort war er auch Stadtverordneter und Vorsitzender der SPD-Stadtverordnetenfraktion.
Am 11. Juni 1985 rückte er für Gerhard Bökel als Mitglied des Hessischen Landtags nach. Er behielt das Mandat drei Wahlperioden lang bis zum 4. April 1995.

## Sonstige Ämter
Wolfgang Müller war seit 1965 ehrenamtlicher Arbeitsrichter. 